# Ferdinand de Stuers
Ferdinand Lambert Corneille Marie De Stuers (Ieper, 14 december 1835 - Brussel, 2 juni 1900) was een Belgisch volksvertegenwoordiger.

## Levensloop
De Stuers was lid van de familie De Stuers en een zoon van kolonel Lambertus Josephus Corneille Antoine Marie de Stuers (Roermond, 1784 - Ieper, 1866) en van die zijn tweede vrouw Elise van den Peereboom (1809-1868). In 1846 werd Lambert in de Belgische adel opgenomen met de bij eerstgeboorte overdraagbare titel van ridder. Hij was de zoon van Pierre-Adrien de Stuers die (waarschijnlijk) in 1813 baron de l'Empire werd en de kleinzoon van Pierre-Jean de Stuers die in 1791 bijna in de adel van de Oostenrijkse Nederlanden werd opgenomen. Het grootste deel van de familie bleef in Nederland, waar leden in 1824 en 1841 in de adel werden opgenomen.
Ferdinand trouwde met Marie-Anne van Zuylen van Nyevelt (1846-1893). Het echtpaar bleef kinderloos. Na de dood van zijn halfbroer Gustave de Stuers (1829-1894), droeg Ferdinand de riddertitel en stierf als laatste naamdrager. Deze halfbroer, getrouwd met Ernestine Merghelynck (1840-1876) werd legatieraad, gemeenteraadslid (1867-1893) en schepen (1867-1869) van Ieper en provincieraadslid van West-Vlaanderen(1870-1872).
Ferdinand doorliep een bescheiden curriculum in diplomatieke dienst:
- attaché bij de centrale administratie (1855-1858),
- adjunct op de ambassade in Berlijn (1859),
- secretaris op de ambassade in Rome (1863),
- adjunct op de ambassade in Lissabon (1869-1870).

Vanaf 1878 tot aan zijn dood was hij directeur van de paardenwedrennen (Wellingtonrenbaan) in Oostende.
In 1876 en tot in 1880 was hij provincieraadslid voor het kanton Ieper.
In april 1887 werd hij liberaal volksvertegenwoordiger voor het arrondissement Oostende en dit tot in juni 1888. Hij werd voor hetzelfde mandaat opnieuw verkozen in juni 1892 en vervulde het tot in oktober 1894.